# 劉秉忠

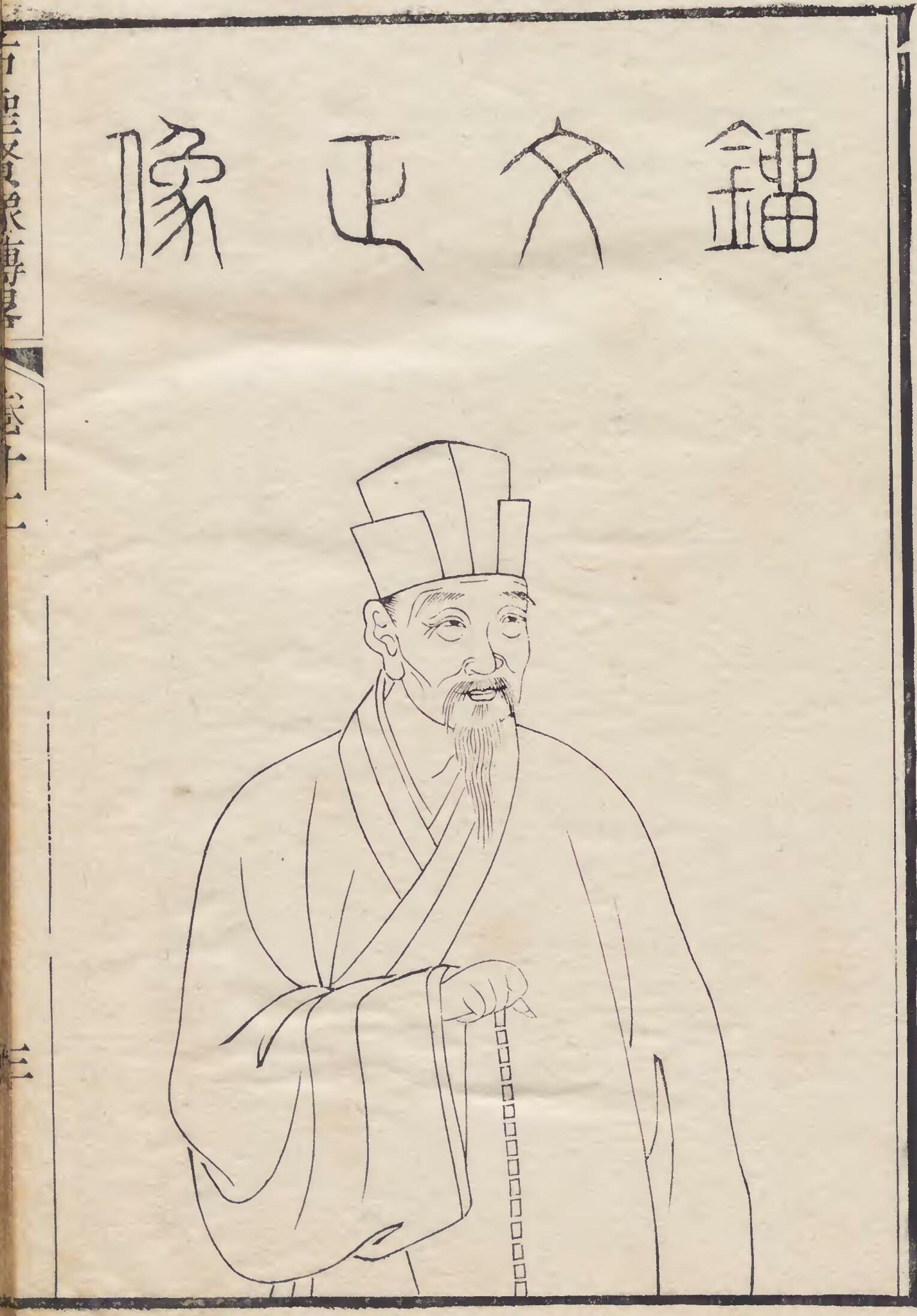
劉秉忠

劉 秉忠（りゅう へいちゅう、1216年 - 1274年）は、元の政治家。もとの名は侃。字は仲晦（ちゅうかい）。法号は子聡。邢州邢台県の出身。本貫は瑞州。

## 生涯
父の劉潤はチンギス・カンに仕えた邢州録事である。
17歳のとき故郷の邢州節度使府令史に命じられる。だが吏事を好まずすぐに出家してしまった。後に雲中で臨済宗の海雲印簡禅師の知遇を得て、その推挙でチンギス・カンの孫であるクビライに仕え、主に行政面で主要な役割を果たした。1264年に還俗して光禄大夫に任命される。以後、姚枢と共にクビライのブレーンとして元の国号の制定から漢風制度の王朝整備、中統の年号制定、紙幣の発行による通貨政策、元の首都である大都建設など枢機に携わった。1274年に59歳で死去。

## 逸話
- クビライの片腕・謀臣としてその名を知られていた。彼の死後、およそ100年を経て明の永楽帝のブレーンとなった姚広孝は彼の生まれ変わりとまで称された[1]。
- クビライがモンケの家臣だったとき、領地が河北にあった。そこには1万戸の民がいたが、日ごとに民が減って遂に700戸にまで減ってしまった。クビライは驚いて劉秉忠に調査させた。すると税を取り立てる責任者の行き過ぎがあった。そこで劉秉忠は「税を軽く、賦を薄くしてやれば、戸数は自ずと増えるでありましょう」と進言した。クビライが進言どおりにすると、1年で数倍の戸数が増えた。このため、劉秉忠はクビライから厚い信任を得たという。

## 人脈
クビライ即位直後の漢人官僚は劉秉忠・許衡・王鶚に代表される３つのグループに分類され、劉秉忠に代表される派閥は建築・財務・監察など行政的実務に長けていた点に特徴があった。劉秉忠らは思想的には許衡をはじめとする「儒林派（徳行派）」に近かったが、許衡が技術・数理的な知識を下に置き「道を以て己が任とな」していたのに対し、劉秉忠らは実学を専門とすることで一線を画していた。また劉秉忠は人材推薦に熱心で、以下の者達は劉秉忠の推挙を経てモンゴルに仕えるようになった者達である。
- 趙秉温
- 張文謙
- 李徳輝
- 馬亨
- 程思廉
- 王恂
- 郭守敬
- 王文統